# Forfest

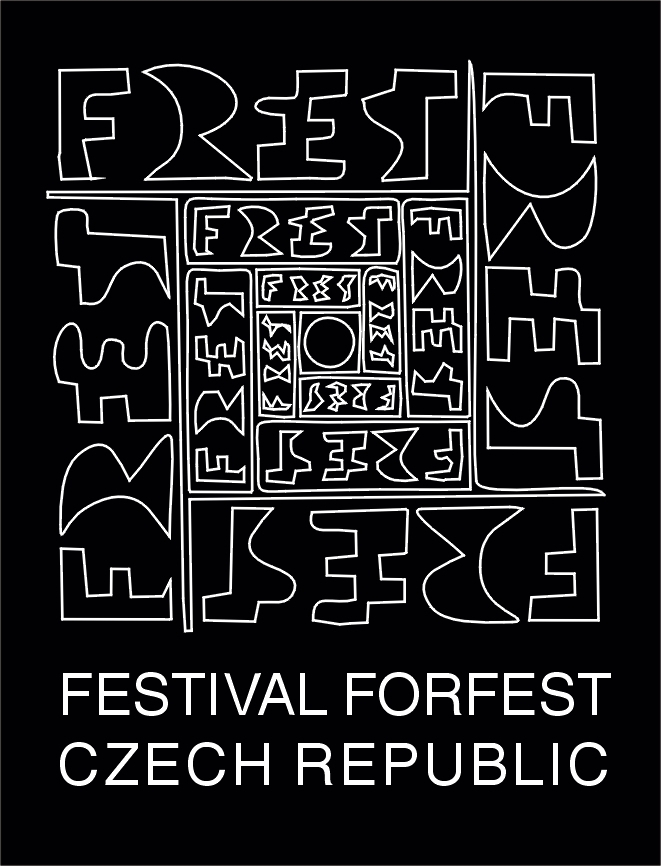
Festival FORFEST Czech Republic - oficiální logo festivalu

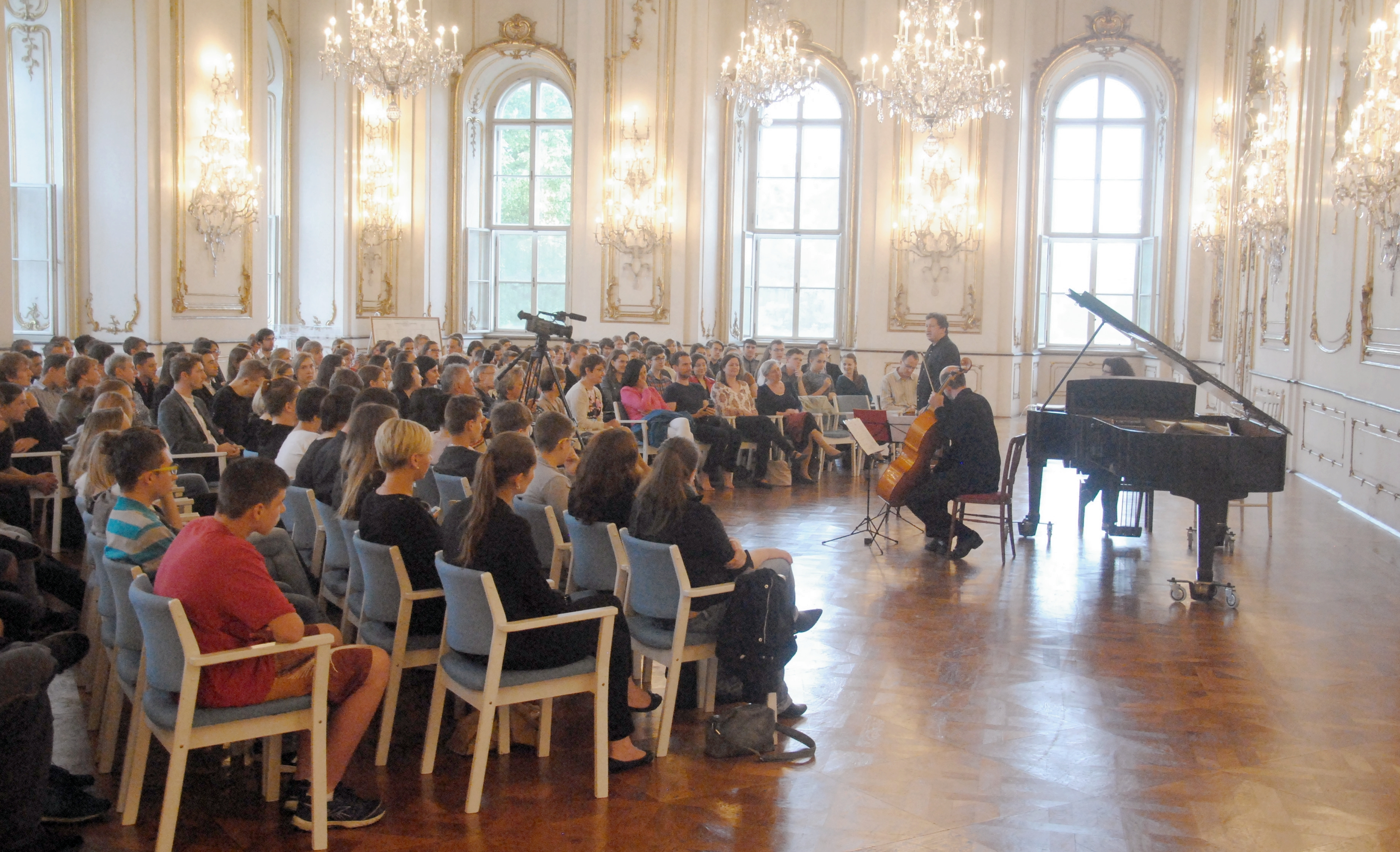
Festival FORFEST Czech Republic, Sněmovní sál Arcibiskupského zámku Kroměříž

Mezinárodní festival Forfest Czech Republic je festival současného umění s duchovním zaměřením, každoročně pořádaný (od roku 1988) v Kroměříži (okres Kroměříž, Zlínský kraj) a Olomouci (okres Olomouc). Přichází s myšlenkou propojení současné hudby a výtvarného umění v takových dílech, která se novým, aktuálním způsobem dotýkají duchovních témat.

## Historie
Festival Forfest se objevuje na naší kulturní scéně na začátku devadesátých let 20. století.
Pořádá ho Umělecká iniciativa Kroměříž, zakladateli jsou manželé Zdeňka a Václav Vaculovičovi. Festival patří k nejstarším kulturním událostem nově obnovené demokracie v České republice, dosavadních 28 ročníků představuje desítky výstav, stovky koncertů, stovky premiérovaných hudebních skladeb (v průměru 30 na každém z ročníků). Festival spolupracoval za dobu svého trvání s mnoha klíčovými institucemi doma i v zahraničí.

## Současnost

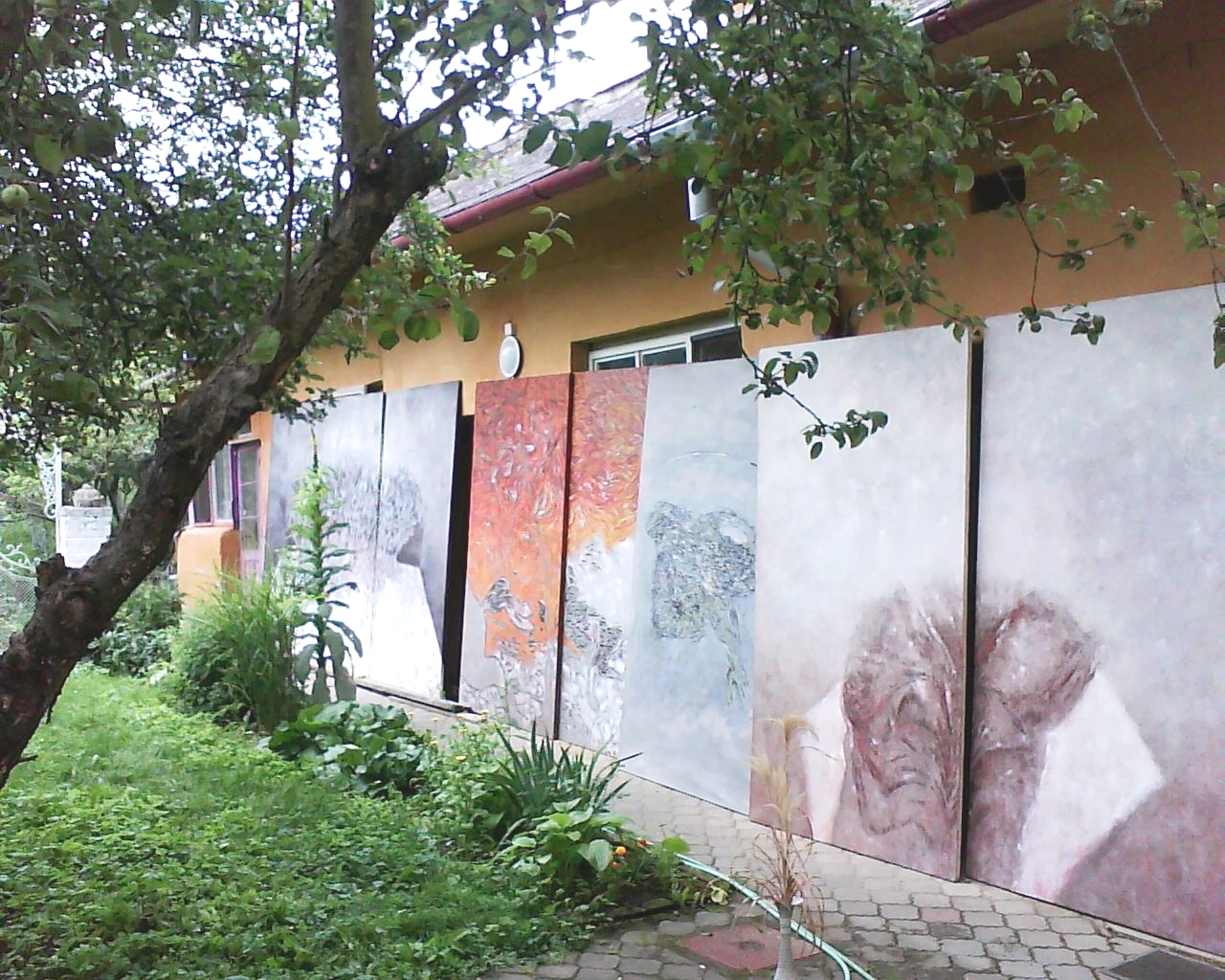
Forfest Czech Republic, Zahradní ateliér

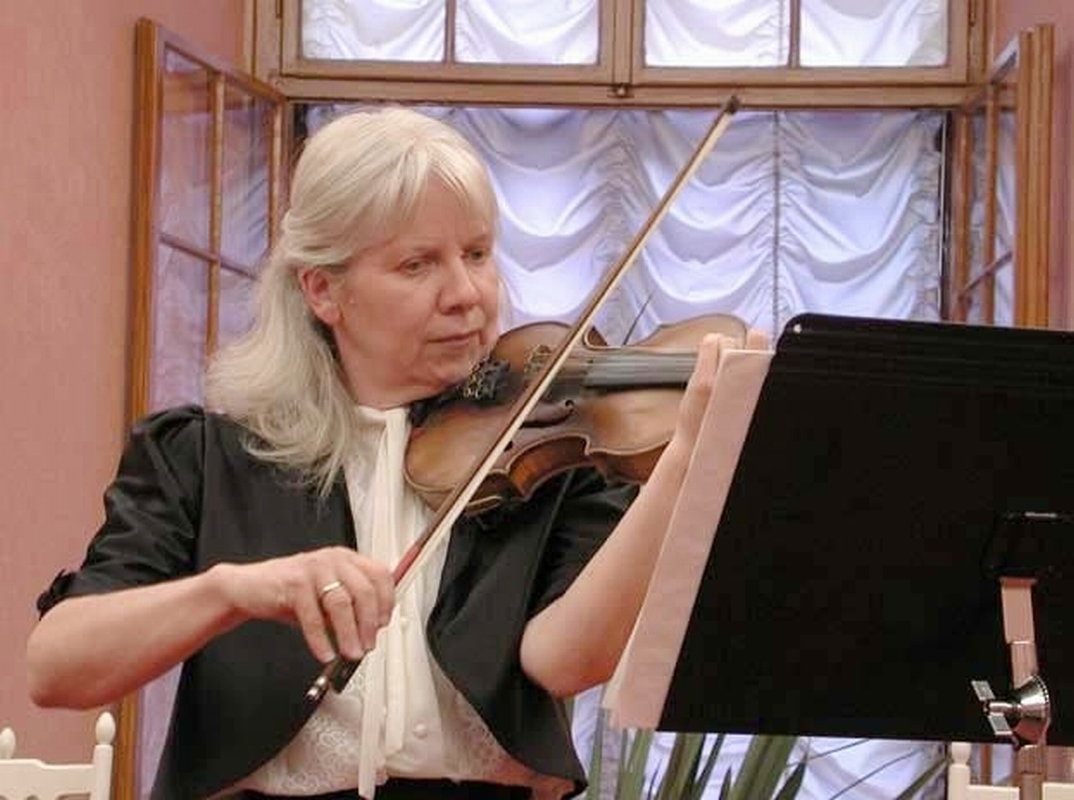
Zdeňka Vaculovičová, Kroměříž, Česko

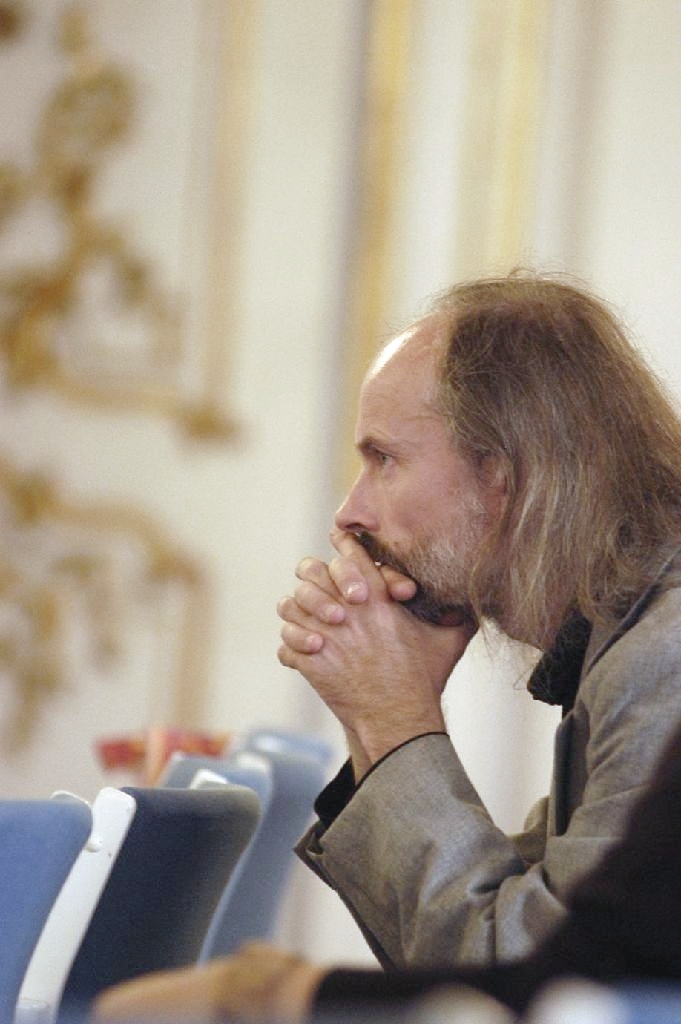
Václav Vaculovič, Kroměříž, Česko

Hlavní festivalový program se koná každý rok obvykle v třetím červnovém týdnu (zpravidla intenzivních 9-10 dní), avšak další koncerty a jednotlivé programy a výstavy volně navazují i v dalších měsících, někdy až do října. Hlavní program obvykle probíhá v Kroměříži a Olomouci, zatímco další koncerty a přidružené akce se konají v jiných městech, někdy i v zahraničí (Praha, Brno, Hodonín, Chropyně, Bratislava, San Marino). Pravidelně v lichém roce se koná uměnovědné kolokvium na téma „Duchovní proudy v současném umění“, kromě toho na festival navazuje obvykle týdenní kompoziční workshop pro mladé skladatele vážné hudby „Postfest“.

## Publikační činnost
Forfest vydává umělecké katalogy a také sborníky přednášek pronesených na uměnovědném kolokviu.

### Katalogy
- FORFEST KROMĚŘÍŽ – CZECH REPUBLIC (1999)
- FESTIVAL FORFEST CZECH REPUBLIC (2003)
- XX. FESTIVAL FORFEST CZECH REPUBLIC (2009), (ISBN 9788025453254)
- VÁCLAV VACULOVIČ, TEMPTATION (POKUŠENÍ) katalog k výstavě
- VÁCLAV VACULOVIČ, LARGE FORMATS (VELKÉ FORMÁTY) katalog k výstavě

### Sborníky
- Festival Forfest - Kolokvium: Duchovní proudy v současném umění - Kroměříž (1999)
- Festival Forfest Czech Republic: Duchovní proudy v současném umění (2003)
- Festival Forfest Czech Republic: Duchovní proudy v současném umění (2005)
- Festival Forfest Czech Republic: Duchovní proudy v současném umění (2007) (ISBN 9788025405369)
- Festival Forfest Czech Republic: Duchovní proudy v současném umění

„Aktuální situace“ (2011) (ISBN 9788026011958)
- Festival Forfest Czech Republic: Duchovní proudy v současném umění

„Globální ohrožení umění“ (2013) (ISBN 9788026054344)
- Festival Forfest Czech Republic: Duchovní proudy v současném umění

„Vize budoucnosti“ (2015) (ISBN 9788090629301)
- Festival Forfest Czech Republic: Duchovní proudy v současném umění

„Možnosti mezinárodní spolupráce“ (2017) (ISBN 9788090629318)

## Ocenění
Festival Forfest Czech Republic je členem uměleckých asociací „European Conference of Promoters of New Music“ (Amsterdam), „EFFE – Europe for Festivals, Festivals for Europe“ (Brusel),
spolupracuje s „International Society for Contemporary Music“ (mezinárodní společnost pro soudobou hudbu se sídlem v Utrechtu). Festival Forfest Czech Republic – mezinárodní festival současného umění s duchovním zaměřením – získal v roce 2015 prestižní Cenu České hudební rady.